# Emiliella
Emiliella é um género botânico pertencente à família Asteraceae.